# Państwo Samona

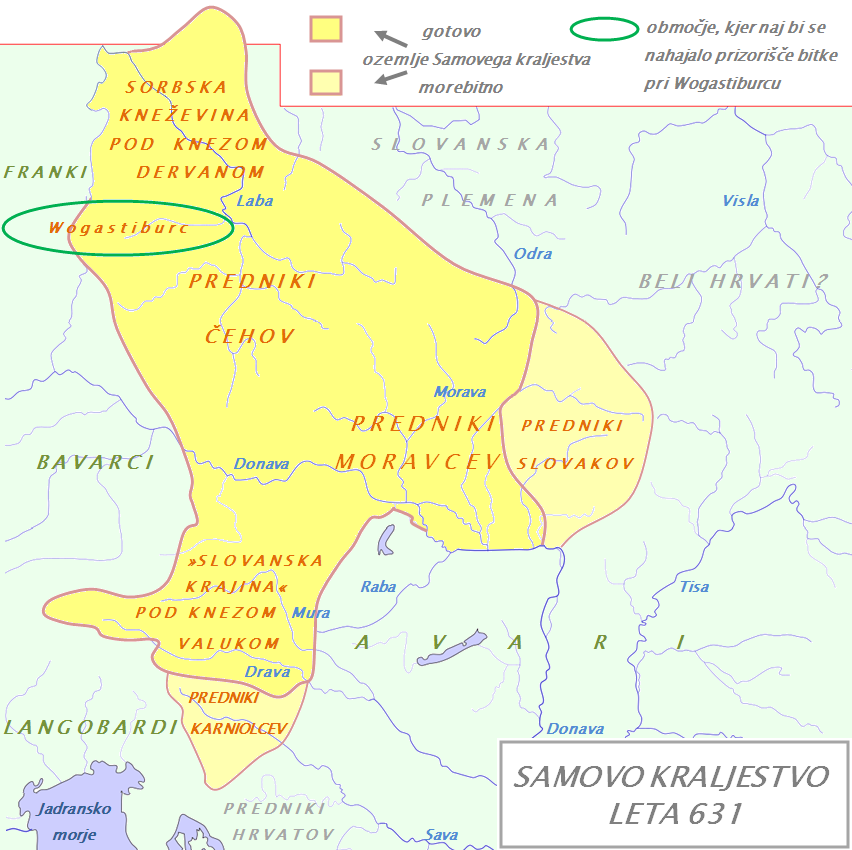
Państwo Samona

Państwo Samona – najstarsze znane państwo Słowian, którego dokładne lata istnienia nie zostały potwierdzone. Przyjmuje się, iż organizm ten funkcjonował w latach 623–660, 623–658 lub 626–661, obejmując tereny przyszłych Czech, Moraw, Dolnej Austrii, Styrii, Karyntii i Karnioli, a także część zachodnich Węgier, zachodniej i środkowej Słowacji oraz części Polski i Łużyc. Prawdopodobnie przed Państwem Samona istniały na ziemiach słowiańskich podobne zrzeszenia państwowe o charakterze demokracji wojennej, jednak nie ma na to dowodów historycznych.

## Geneza
W ostatnich dziesięcioleciach VI wieku Słowianie żyjący w Kotlinie Panońskiej i w jej sąsiedztwie zetknęli się z Kaganatem Awarskim. Rozdrobnieni na wiele plemion Słowianie rychło dali sobie narzucić zwierzchnictwo awarskich władców, sprzymierzonych z Bizancjum. Na niektórych obszarach, szczególnie tam, gdzie nie występowały silne więzi plemienne, słowiańska ludność poddawała się bez walki. Awarowie oszczędzali dobrowolnie poddających się, pozwalając im żyć na swojej ziemi, sami zaś zakładali warownie, tzw. ringi, w których składowano łupy oraz żywność ściąganą od Słowian. Nomadzi wykorzystywali podporządkowanych Słowian jako tanią piechotę przy swoich jednostkach konnych. Według przekazów, co roku na zimę Awarowie przybywali do słowiańskich wiosek, gdzie zbierali od ludności obowiązkowe daniny oraz gwałcili słowiańskie żony i córki.
Rosnące niezadowolenie uciśnionej ludności słowiańskiej, sromotna klęska Awarów pod murami Konstantynopola z 626 r., gdzie słabo uzbrojona piechota słowiańska rzucana była do oblężenia świetnie ufortyfikowanego miasta, oraz, być może, (niepotwierdzona źródłowo) działalność dyplomacji bizantyjskiej wywołały w połowie lat dwudziestych VII w. ogólnosłowiańskie powstanie przeciwko Awarom.
Ośrodek pierwszego buntu Słowian leżał prawdopodobnie na Morawach. Tam były najdogodniejsze możliwości zorganizowania obrony oraz tam można było najszybciej liczyć na pomoc okolicznych plemion słowiańskich.  Prawdopodobnie z czasem powstanie ogarnęło również Słowian zamieszkujących na południe od Dunaju. Wobec wyższości organizacyjnej i przewagi militarnej Awarów bunt ten miał niewielkie szanse powodzenia. Utrzymał się jednak i rozwinął dzięki m.in. poparciu ze strony Bizancjum i Państwa Franków – mocarstw zainteresowanych wyniszczeniem potęgi awarskiej. Lecz dopiero połączenie się Słowian morawskich, a w drugiej kolejności również panońskich, z siłami wędrujących na południe plemion chorwacko-serbskich pozwoliło Słowianom morawskim uwolnić się spod jarzma awarskiego i zabezpieczyć zdobytą wolność własną organizacją państwową. W toku walk wielką sławę zdobył frankijski kupiec Samon (również Samo), którego wybrano na władcę przyszłego państwa.
Chorwaci i Serbowie przeszli dalej na południe i tam też, w Panonii, przyczynili się do wyzwolenia spod jarzma awarskiego Słowian mieszkających w dorzeczu Drawy i Sawy (zob. Karantania).

## Trwanie państwa
Prawdopodobnie ok. 625 r., po udanym powstaniu, coś na kształt słowiańskiego wiecu – samorodnie wytworzonego organu publicznego, oddało Samonowi władzę dobrowolnie. Jego zasługi mogły polegać na zorganizowaniu pomocy frankijskiej dla buntowników oraz, być może, na podjęciu akcji pośredniczącej między poszczególnymi plemionami słowiańskimi celem wspólnego buntu przeciwko ciemięzcy. Nie ma jednak podstaw, aby traktować Samona jako emisariusza frankijskiego.
Kronika Fredegara podaje, iż ok. 630 r. nieznani kupcy frankijscy, utrzymujący stosunki handlowe z poddanymi Samona, zostali w jegu kraju zabici i obrabowani. Dagobert I wysłał do Samona swego posła – Sychariusza, którego jednak Samon nie chciał przyjąć. Według Fredegara, Sychariusz, przebrawszy się w szaty słowiańskie, przedostał się na dwór Samona. Pertraktacje okazały się niełatwe. Samon odmówił żądanego wydania morderców oraz bezwzględnego podporządkowania się Dagobertowi. Poseł frankijski czując się w pozycji silniejszego, przerzucił się z nastawienia koncyliacyjnego na gwałt i pogróżki, które jednak również nie przyniosły pożądanego rezultatu. Samon zaręczył, iż zaprowadził w swym państwie sądy, które wymierzą karę, a ziemia słowiańska może uznać Dagoberta za swego pana tylko, jeśli król Franków zechce rozmawiać na drodze pokoju, a nie szantażu. Sychariusz odpowiedział, że „nie godzi się, aby chrześcijanie i słudzy Boży zawierali przymierze z psami”. Oburzony zachowaniem posła Samon wyrzucił go sprzed swego oblicza, dodając: „wolno psom Bożym kąsać sługi Boże, jeżeli sługi te ciągle postępują przeciw jego woli”. Według G. Labudy, Dagobert zrozumiał to jako wezwanie do wojny, co może nie było w zamiarze Samona. Władca w słowach swych mógł mieć na myśli tylko kupców frankijskich przybywających na teren Słowiańszczyzny, a nie całe Państwo Franków.
Wyprawa przeciw Samonowi ruszyła w 631 r. Zaplanowana z dużym rozmachem, miała przynieść całkowity kres państwu Samona. Armia przemieszczała się najprawdopodobniej w trzech korpusach. Obok Franków maszerowali również Longobardowie oraz Alamanowie. Cichym sprzymierzeńcem Słowian byli Bizantyjczycy, a sprzymierzeńcem Franków mogli być Awarowie. W przypadku sukcesu frankijskiej wyprawy Awarowie mogli liczyć na przywrócenie zwierzchności nad plemionami słowiańskimi. Od Dagoberta odłączył się książę plemienia Serbów – Derwan, który do tej pory był pod jego zwierzchnością. Wszedł on prawdopodobnie w podobny stosunek prawno-polityczny z Państwem Samona, tzn. stosunek protekcyjny, odwzajemniony ze strony Derwana płaceniem trybutu. Początkowo Słowianie unikali otwartych bitew, jednak ok. 631/632 r. doszło do bitwy pod Wogastisburgiem. Samon skupił się na obronie grodu (lub obozu wojskowego) Wogastisburg, o nieznanej lokalizacji. Jego wojska składały się ze słabo uzbrojonej piechoty słowiańskiej i konnicy średniozbrojnej, utworzonej na wzór awarski. Jednostki łucznicze mogli uzupełniać konni słowiańscy. Bitwa prawdopodobnie trwała 3 dni, w czasie, których frankijski atak słabł, co skrzętnie wykorzystały broniące się oddziały Samona, rozbijając Franków, porzucających obóz, by ratować swoje życie. Po zwycięstwie Samon przeszedł do kontrofensywy i najechał ziemie frankijskie. Atak zakończył się emancypacją Turyngii i rozbiciem jedności państwa austrazyjskiego. Walki ustały, a Frankowie zmuszeni byli uznać powstanie organizmu słowiańskiego na swych wschodnich rubieżach.
Państwo Samona istniało bardzo krótko. Władca nie zadbał o sprawy dotyczące dziedziczności tronu i po jego śmierci, ok. 658–661 r., słuch o państwie Samona zanika. Przypuszczalnie rozpadło się na kilka samodzielnych księstewek.

## Miejsce w historiografii
Źródeł traktujących o Państwie Samona jest bardzo niewiele. Właściwie jedynym, mającym realne znaczenie naukowe, jest, niemalże współczesna Samonowi, tzw. Kronika Fredegara. Dziejopis wspomina w niej państwo Słowian trzykrotnie: w rozdz. 48, 68 oraz 75/77 księgi IV. Pozostałe, późniejsze źródła pisane powtarzają jedynie za Kroniką Fredegara, nierzadko ubarwiając jego opowieści. Ma to miejsce np. w przypadku Gesta Dagoberti regis – dokumentu powstałego ok. 835 r., będącego wygładzoną stylistycznie przeróbką słów Fredegara, mającą na celu wychwalenie św. Dagoberta.

## Hipoteza przetrwania
Istnieje hipoteza, że państwo Samona, po oderwaniu się od niego, ok. 658 r., większości sfederowanych ludów słowiańskich, przetrwało w szczątkowej formie w swej głównej domenie morawskiej i dało początek późniejszemu państwu wielkomorawskiemu. XVII-wieczny kronikarz czeski Tomáš Pešina wymienia władców „wczesnomorawskich”, lecz jego źródła są nieznane, a skomponowany przez niego wykaz władców oraz dat ich panowania kwestionowany w środowisku naukowym. Istnieje jednak jeszcze jedna, znacznie wiarygodniejsza poszlaka łącząca państwo Samona z państwem wielkomorawskim – Rotunda św. Katarzyny. Kaplica ta znajduje się w grodzisku morawskim, w Znojmie. Na jej ścianach znajdują się freski przedstawiające m.in. 24 władców wielkomorawskich i czeskich. Pierwszy władca to ZAMO (czyli Samon), po nim następuje trzech władców, których imiona uległy zatarciu, a następnie Mojmir I. Oznacza to, że XII-wieczna elita czeska uznawała państwo Samona i państwo wielkomorawskie za ten sam organizm polityczny, rządzony przez nieprzerwaną linię władców.